# Galeso (mitologia)
Galeso (in latino Galaesus) è nell'Eneide il nome di un anziano suddito del Re Latino, al tempo in cui Enea ed i Troiani sbarcarono nel Lazio.
Dopo l'uccisione, da parte di Iulo, di una cerbiatta addomesticata, si verifica una zuffa fra Latini e Troiani. Galeso cerca d'intervenire fra le due parti per riportare la pace rimanendo però ucciso.

### Fonti
- Publio Virgilio Marone Eneide VII,535